# Каору Куримото
Каору Куримото (яп. 栗本薫 Куримото Каору, настоящее имя — Сумиё Имаока; 13 февраля 1953, Токио — 26 мая 2009, Токио) — японская писательница в жанре фантастики, литературный критик.

## Биография
Родилась в 1953 году в Токио, Япония. Литературное образование получила в университете Васэда, который закончила в 1975 году. Первую литературную премию (имени Эдогавы Рампо) получила в 1979 году за роман «Наша эра». На момент вручения являлась самым молодым автором за всю историю премии. За писательскую карьеру написала более 400 книг в различных литературных жанрах (научная фантастика, хоррор, фэнтези и исторический роман).
Наибольшую популярность обрела книжная серия в жанре фэнтези — «Сага о Гуине», которую писательница начала в 1978 году и продолжала писать и издавать до 2009 года (до момента смерти). Серия насчитывает 126 основных книг и 21 книгу ответвлений основной истории. Совокупный тираж книг серии более 30 млн экземпляров.
Скончалась в 2009 году от рака.
Посмертно была награждена японской премией в области научной фантастики «Nihon SF Taisho Award».